# Esymus suturinigra
Esymus suturinigra är en skalbaggsart som beskrevs av Schmidt 1916. Esymus suturinigra ingår i släktet Esymus och familjen Aphodiidae. Inga underarter finns listade i Catalogue of Life.